# Хафса Султан
Хафса́-султа́н (тур. Ayşe Hafsa Valide Sultan, 1478/1479 — †19 березня 1534) — політична діячка, перша валіде-султан (1520-1534) Османської імперії, меценатка. Наложниця Селіма I Грізного і мати султана Сулеймана І Пишного. Була найзначущою і найвпливовішою фігурою не тільки в палаці, а й за його межами. Нерідко втручалася в державну політику. Мала свій дохід і самостійно ним розпоряджалася, часто допомагала бідним.

## Походження, ім'я й титулування
В історичних документах та дослідженнях матір султана Сулеймана I називають іменами Хафса, Хафізе, Айше Хафса та Айше. Деякі джерела вважали матір'ю Сулеймана I дочку кримського хана Менглі I Герая, що носила ім'я Айше, проте вона не могла бути матір'ю султана, тому що стала дружиною Селіма I тільки в 1511, тоді як Сулейман народився в 1494 році.  Ймовірно, через неправильну думку про те, що Айше була матір'ю Сулеймана I, і виникла плутанина з іменами.
Документальних підтверджень тому, що матір'ю Сулеймана I була кримчанка, немає; деякі джерела називають матір'ю Сулеймана I представницю династії правителів Дулкадирогуллари, проте цьому також немає жодних доказів. Найімовірніше Хафса-султан була європейкою, туркенею чи черкескою. Батьком Хафси Олдерсон і Сакаоглу називають Абдюлмуїна, проте це ім'я (або імена Абдюлхай, Абдуррахман та інші похідні від Абдулли) записували в гаремних книгах як ім'я батька для всіх наложниць при прийнятті ними ісламу.
До введення титулу валіде матері султанів носили титул хатун і, хоча численні джерела називають мати Сулеймана Хафса-султан, найімовірніше, за життя її називали Хафса-хатун. Недждет Сакаоглу пише, що Хафса стала останньою матір'ю султана, що носила титул хатун, а Керолайн Фінкель зазначає, що першою жінкою, що носила титул валіде-султан офіційно, стала Нурбану-султан, мати султана Мурада III.

## Валіде-султан
У 1520 році, зі сходженням на престол сина отримала титул валіде-султан (тур. мати султана), вперше в Османській імперії. Була найзначущою і найвпливовішою фігурою не тільки в палаці, а й за його межами. Нерідко втручалася в державну політику. Мала свій дохід і самостійно ним розпоряджалася, часто допомагала бідним.

## Діти
Сини:
- Сулейман I Пишний (*1494 — †1566)

Доньки:
- Хатідже Султан (*1496 — †1543) — названа в честь першої дружини пророка
- Бейхан Султан (*1497 — †1559),
- Фатма Султан (*1500 — †1570)

## Смерть
Померла 19 березня 1534 року в Стамбулі, у віці 54 років. Похована поряд з чоловіком в мавзолеї-мечеті Явуз Селім у районі Фатіх, у Стамбулі.
У 1884 році мавзолей сильно зруйнував землетрус, відновні роботи почалися в першому десятилітті XX століття.

## Вшанування пам'яті
- У Манісі, в Туреччині, на честь Хафси Султан встановлене погруддя.
- З ім'ям Хафси пов'язаний один із фестивалів Маніси — «Месір маджуну». За народною легендою, одного разу, коли валіде-султан захворіла, лікарі приготували для неї мазь із суміші різних приправ і назвали її «Месір». Мати султана одужала і наказала подарувати мазь усім хворим городянам. Відтоді, на згадку про цю подію, у Манісі проводять фестиваль «Месір маджуну» — біля мечеті Мурадіє, побудованої за проєктом архітектора Сінана. З паперті мечеті роздають мазь всім бажаючим, а на вулицях міста влаштовують костюмовану ходу. Флакони з маззю, яка, як вважається, зцілює всі хвороби, продають в ці дні по всьому місту.
- 19 березня, день смерті валіде, досі поминають в Туреччині як день однієї з найулюбленіших і найшанованіших народом жінок.

## У кіно
- 50-серійний телесеріал «Роксолана» (1996–2003, виробництво — Україна). У ролі валіде — Тетяна Назарова.
- Телесеріал «Хюррем Султан», у ролі валіде — Деніз Тюркалі[tr] (2003, Туреччина).
- Телесеріал «Величне століття. Роксолана», у ролі валіде  — Небахат Чехре (2011–2013, Туреччина).